# صنهاجة السراير

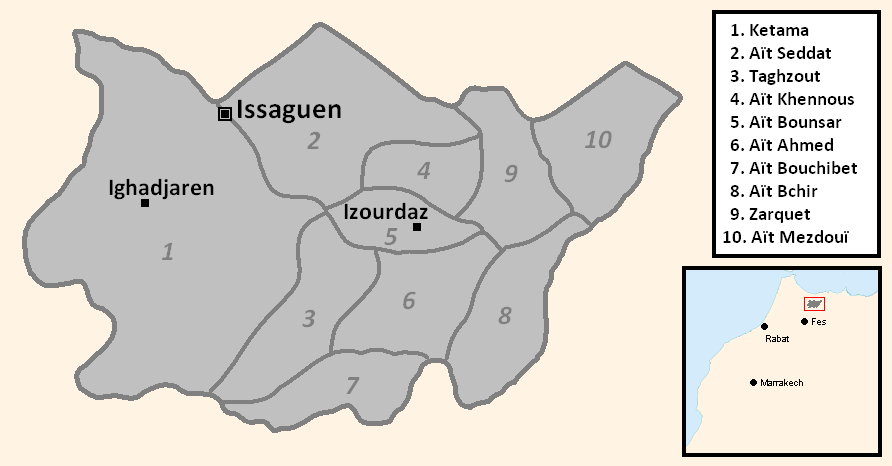

قبيلة صنهاجة السراير هي أحد أكبر القبائل الأمازيغية بجبال الريف وبإقليم الحسيمة وتعتبر مدينة تارجيست حاضرة القبيلة. تبعد قبيلة صنهاجة السراير عن مدينة الحسيمة ب 70 كلم وتتكون كنفدرالية صنهاجة السراير من عدة قبائل أمازيغية مع تواجد مناطق تتحدث الدارجة، سنعرض كل قبيلة بمميزاتها:
- آيت مزدوي : أمزدوي هو التفاح الذي تنتجه شجرة الصنوبر, تتميز بنطق حرف الألف راء كلهجة الريف الشرقي.------ أسلم تنطق أسرم.
- زرقث : يزاولون مهنة التجارة.
- آيت بونصر : بها يتواجد جبل تيديغين
- آيت خنوس : أخنوس هو صغير الخنزير وتوجد القبيلة داخل نفوذ جماعة آيت بونصر.
- آيت أحمد : تتميز لهجتهم بنطق اللام المضعفة دون تحويلها إلى دج مثل باقي القبائل الصنهاجية كما ينطقون التاء تس.
- آيت سداث : أكبر القبائل الصنهاجية.
- آيت بشير.
- آيت بوشيبت.
- تاغزوت
- كتامة :الأغلبية تتكلم الدارجة سوى مداشر بني عيسي، المخزن، بني أحمد وأسمار الذين يتكلمون الأمازيغية وهي تختلف تماما عن لهجة صنهاجة السراير.

و تجدر الإشارة إلى كون الريف عمر من طرف العناصر الصنهاجية والغمارية قبل زحف العناصر الزناتية من شرق الجزائر.
كما لا تعتبر قبيلة صنهاجة السراير وحدة متجانسة فهي عبارة عن كونفدرالية من القبائل ذات الأصول الصنهاجية جاءت عبر فترات حيث نجد أنه في القبيلة الواحدة كل مدشر أصله مختلف عن الآخر.
يطلق السكان اسم الشلحة على أمازيغية صنهاجة ويبلغ عدد المتحدثين بها بأكثر من 100.000 نسمة ويتواجد العديد من الصنهاجيين بطنجة وتطوان وفاس.
تجدر الإشارة إلى أن صنهاجة السراير هي القبيلة الصنهاجية الوحيدة التي لا تزال تتكلم الأمازيغية بشمال المغرب بعد تعرب كل من صنهاجة غدو وصنهاجة مصباح المتواجدتين بتازة وتاونات.كما تعرف المنطقة تواجد الزاوية الخمليشية التي لعبت دورا هاما في التأطير الديني-السياسي بالريف.
أشير إلى أن اللهجة الريفية بباقي مناطق الحسيمة تأثرت فونولوجيا ومعجميا بأمازيغية صنهاجة السراير وهذا سبب اختلافها عن أمازيغية زناتة كالناظور، أبركان، جرادة، تاوريرت، وتازة.
أمثلة:
u swigh-chi) tarifit d'alhoceima)
u swigh-ch) tasenhajit)
wa swigh-cha)tarifit de zenata)
izem (tasenhajit+tarifit d alhoceima) /ayrad (tarifit de znata)
- شريف إدرداك: باحث في أمازيغية الريف